# Filchner-Ronne-ijsplateau

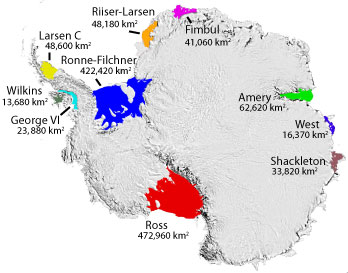
de locatie van het Filchner-Ronne-ijsplateau (blauw)

Het Filchner-Ronne-ijsplateau is het op een na grootste ijsplateau op aarde. Het ligt in Antarctica aan de Weddellzee. Het ijsplateau is genoemd naar Wilhelm Filchner en Edith Ronne.
De zeezijde van het Filchner-Ronne-ijsplateau wordt door Berknereiland verdeeld in de oostelijke (Filcher) en de grotere westelijke (Ronne) secties. Het plateau heeft een oppervlakte van ongeveer 430.000 km²; alleen het Rossijsplateau is groter. Het ijsplateau wordt gevoed door gletsjerijs van het vasteland. 
Het ijs van het Filchner-Ronne-ijsplateau is plaatselijk tot 600 meter dik, en het water eronder is op het diepste punt ongeveer 1400 meter diep.

## IJsbergen
Nu en dan kalven er stukken af, die ijsbergen worden genoemd.

### IJsberg A-38
In oktober 1998 brak de ijsberg A-38 af van het Filchner-Ronne-ijsplateau. Deze had een oppervlakte van ongeveer 7500 km², groter dan de provincies Groningen, Friesland en Drenthe bij elkaar. Later viel de ijsberg in drie stukken uiteen. 

### IJsberg A-76
In mei 2021 brak ijsberg A-76 af van het ijsplateau: het was in 2021 de grootste ijsberg ter wereld. Volgens een satellietbeeld van NASA uit november 2022 dreef de ijsberg af naar Straat Drake: daar is de stroming zo sterk dat hij wellicht wordt meegesleurd naar warmer zeewater en daar volledig smelt.

### IJsberg A-23a
In november 2023 werd opgemerkt dat de ijsberg A23a voorbij de noordelijke punt van het Antarctisch Schiereiland dreef, en op weg was naar de Zuidelijke Oceaan. De ijsberg, die een oppervlakte van ongeveer 4.000 vierkante kilometer heeft, was al in 1986 afgebroken van het plateau.

## Galerij

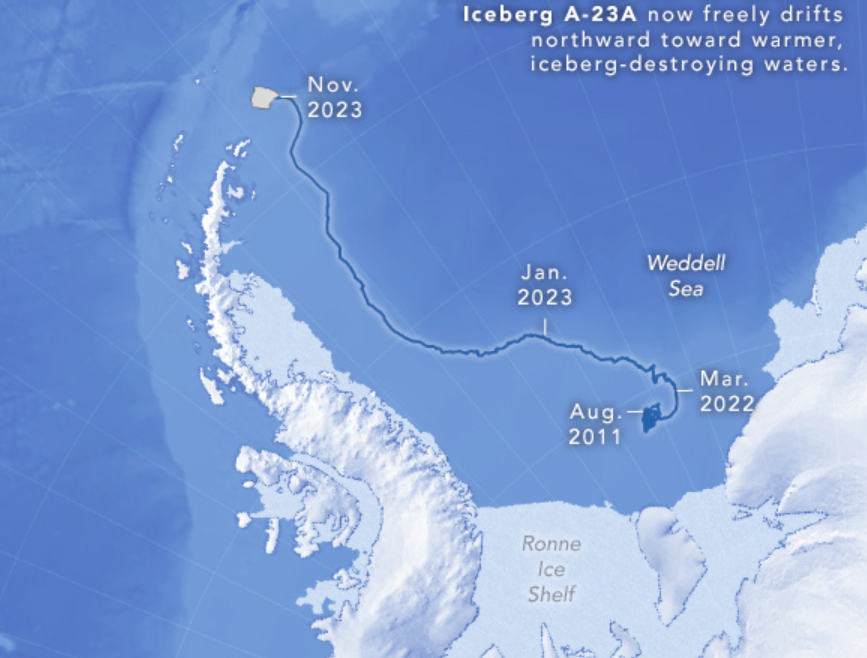
IJsberg A-23a, route 2011-2023
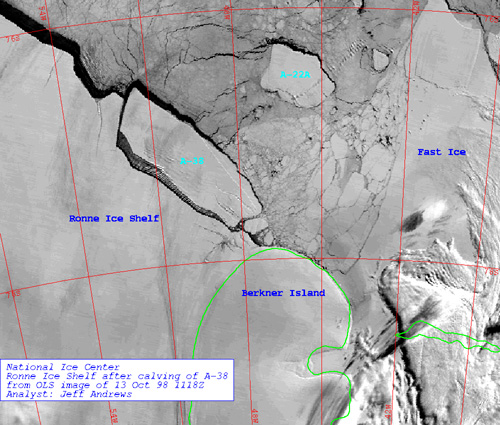
IJsberg A-38
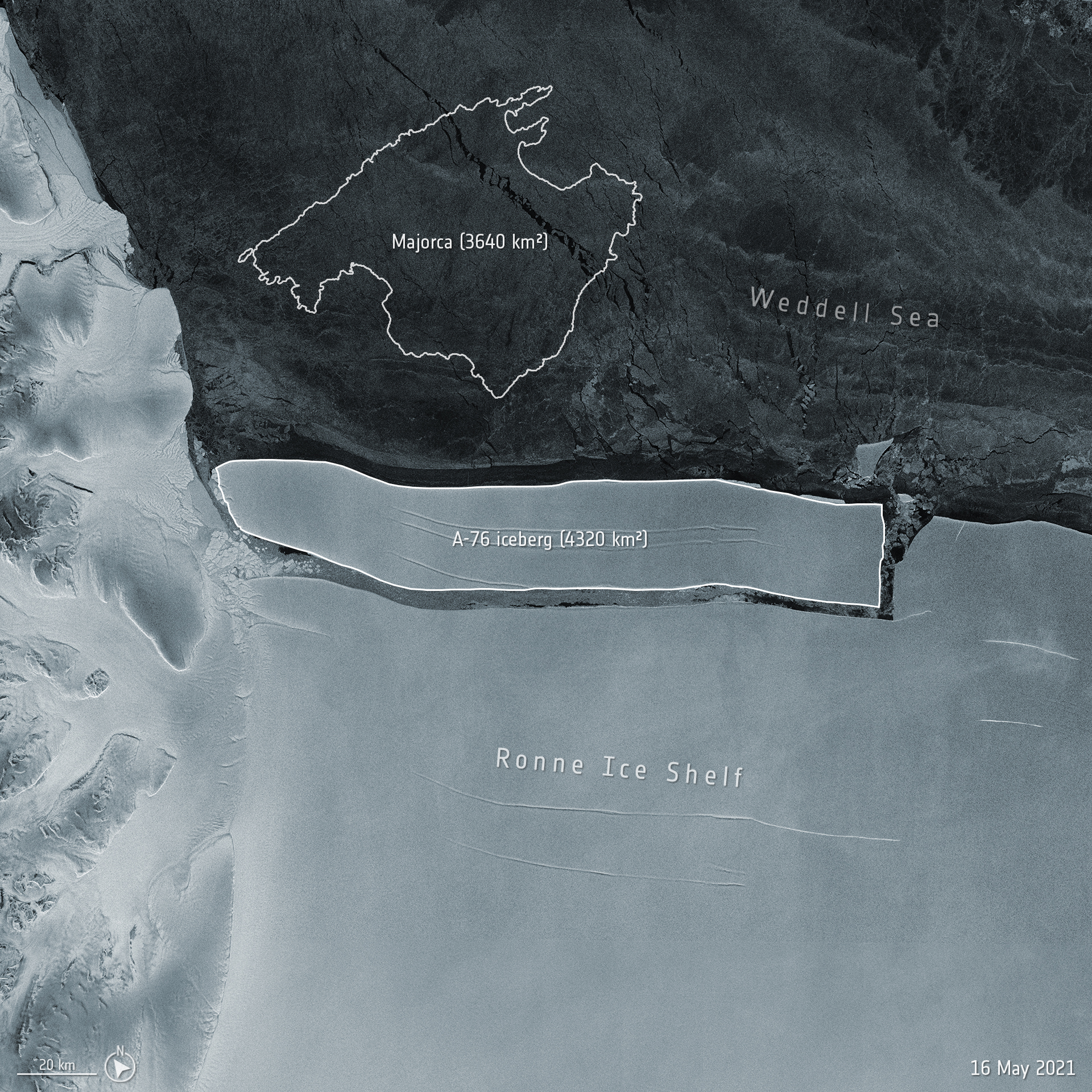
IJsberg A-76, een van de grootste ijsbergen